# Quentin Beunardeau
Pour les articles homonymes, voir Beunardeau.
Quentin Beunardeau, né le 27 février 1994 au Mans, est un footballeur français qui évolue au poste de gardien de but au Red Star.
Il est le fils de Régis Beunardeau, ancien joueur puis entraîneur du Mans FC.

## Biographie

### En club
Quentin Beunardeau fait ses débuts au football en 1999 au SO Maine. En 2004, il intègre le centre de formation du Mans UC 72.
Quentin Beunardeau fait ses débuts professionnels lors de la première de Ligue 2 le 28 juillet 2012 face au RC Lens en tant que titulaire (match nul 2-2). Il est titularisé lors des quatre journées suivantes avant de retourner sur le banc[réf. nécessaire].
À la suite de la liquidation judiciaire du Mans FC, il est libéré de son contrat. Il effectue des essais à l'UC Sampdoria, au Bayern Munich, au Villareal CF et au Standard de Liège, avant de s'engager pour trois ans et demi avec l'AS Nancy-Lorraine le 12 janvier 2014. Jouant peu à Nancy, il est prêté à l'AFC Tubize par le club lorrain lors de la saison 2015-2016. En Belgique, il réalise une très bonne saison, et joue la montée (4e du championnat), et réussit à ne pas encaisser de buts durant 11 matchs de championnat. Ces bonnes statistiques donnent envies aux dirigeants de prolonger l'aventure avec le joueur. Ainsi à son retour en Lorraine, il résilie son contrat avec l'ASNL, pour se ré-engager avec Tubize où il signe un contrat d'un an.
Le FC Metz annonce officiellement son arrivée au club (contrat de deux ans) le 3 juillet 2017. Le 20 janvier 2018, il joue son premier match en Ligue 1 en rentrant à la 50e minute lors du match AS Monaco-Metz, à la suite de l'expulsion du gardien Eiji Kawashima.
Le 17 juillet 2018, cantonné à rester troisième dans la hiérarchie malgré le départ des deux autres gardiens du FC Metz, il annonce son départ pour le Desportivo Aves au Portugal.
Le 8 avril 2020, il quitte le Desportivo Aves en raison de salaires impayés.

### En sélection nationale
Quentin Beunardeau est pour la première fois sélectionné avec l'équipe de France des moins de 16 ans le 3 décembre 2009 lors d'un match amical face à la Belgique (victoire 1-0).
Le 3 juin 2011, Patrick Gonfalone le sélectionne afin de participer à la coupe du monde des moins de 17 ans au Mexique. La France y atteint les quarts-de-finale et est éliminée par le Mexique à la suite d'une défaite sur le score de 2 buts à 1, le but français étant inscrit par Jordan Ikoko.
Le 3 juillet 2013, il est sélectionné par Francis Smerecki afin de participer à l'Euro 2013 des moins de 19 ans. Après un début de tournoi difficile, les Bleuets éliminent l'Espagne en demi-finale et se qualifient pour la finale face à la Serbie grâce à des buts de Yassine Benzia et Antoine Conte. Les Bleuets s'inclinent 1-0 en finale.

## Statistiques
| Saison                | Club                  | Championnat           | Championnat | Championnat | Coupe(s) nationale(s) | Coupe(s) nationale(s) | Total | Total |
| Saison                | Club                  | Division              | M.          | B.          | M.                    | B.                    | M.    | B.    |
| 2012–2013             | Le Mans FC            | Ligue 2               | 5           | 0           | 0                     | 0                     | 5     | 0     |
| 2013–2014             | AS Nancy-Lorraine     | Ligue 2               | 0           | 0           | 0                     | 0                     | 0     | 0     |
| 2014–2015             | AS Nancy-Lorraine     | Ligue 2               | 1           | 0           | 1                     | 0                     | 2     | 0     |
| 2015–2016             | AFC Tubize (prêt)     | Division 2            | 30          | 0           | 2                     | 0                     | 32    | 0     |
| 2016–2017             | AFC Tubize            | Division 1B           | 25          | 0           | 5                     | 0                     | 30    | 0     |
| 2017–2018             | FC Metz               | Ligue 1               | 1           | 0           | 2                     | 0                     | 3     | 0     |
| 2018–2019             | CD Aves               | Primeira Liga         | 26          | -           | 5                     | -                     | 31    | 0     |
| 2019-2020             | CD Aves               | Primeira Liga         | 10          | -           | 2                     | -                     | 12    | 0     |
| Total sur la carrière | Total sur la carrière | Total sur la carrière | 98          | 0           | 17                    | 0                     | 115   | 0     |

## Palmarès

### En club
| Red Star FC - National (1) : - Champion : 2024 |

### En sélection
- France -19 ans
  - Finaliste de l'Euro des moins de 19 ans en 2013